# Cedusa kilisica
Cedusa kilisica är en insektsart som först beskrevs av Dlabola 1986.  Cedusa kilisica ingår i släktet Cedusa och familjen Derbidae.
Artens utbredningsområde är Turkiet. Inga underarter finns listade i Catalogue of Life.